# 北京市人民政府
39°54′15″N 116°43′06″E / 39.90413655°N 116.71842277°E

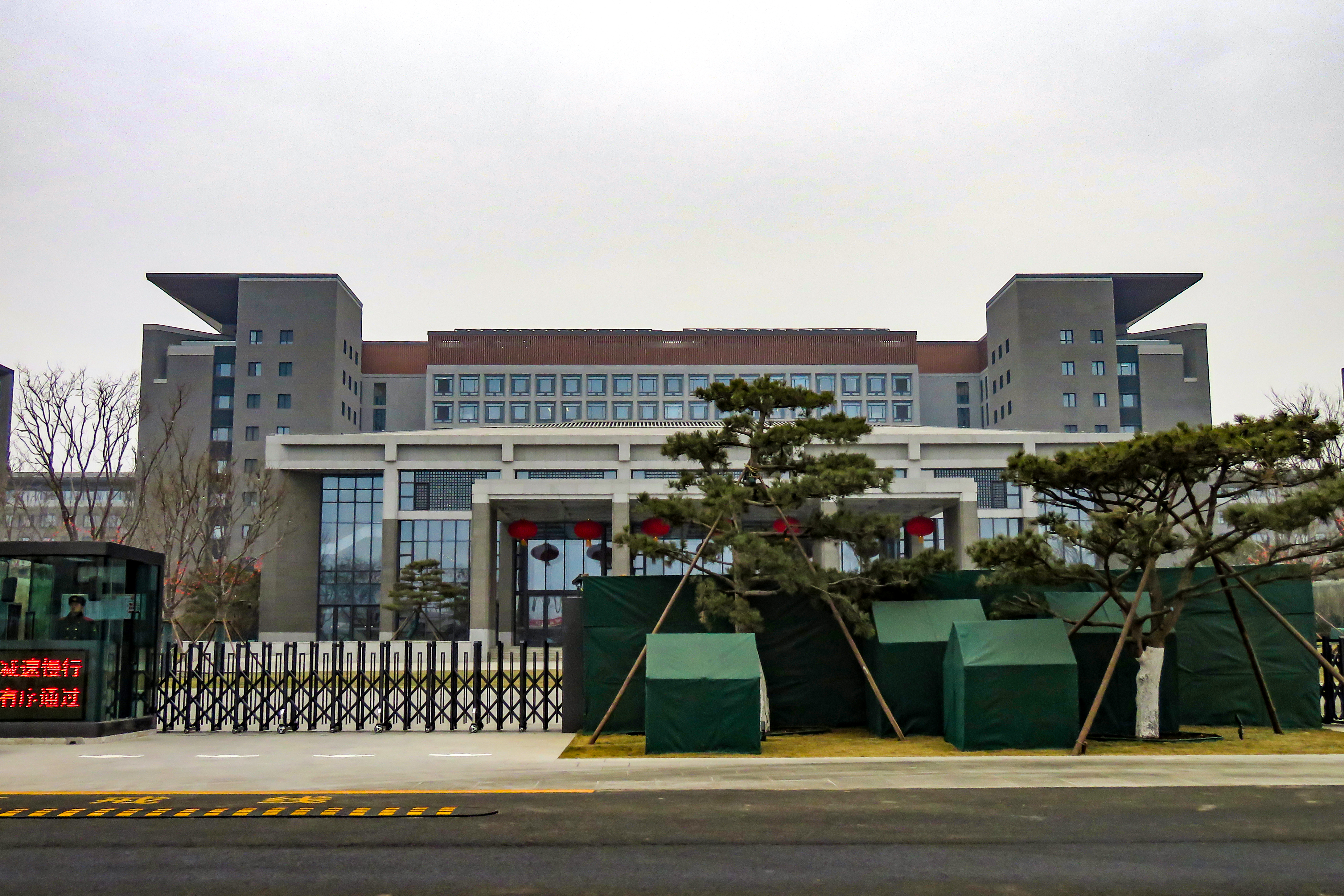
位于通州区运河东大街57号院的北京市政府新址

北京市人民政府，是中华人民共和国北京市的省级地方行政机关。
其前身为1949年1月1日宣告成立的北平市人民政府，1949年9月27日北平改称北京，北平市人民政府遂改称北京市人民政府。1954年8月改组为北京市人民委员会。1979年12月6日至13日召开的北京市第七届人民代表大会第三次会议决定撤销北京市革命委员会，复设北京市人民代表大会常务委员会和北京市人民政府。

## 沿革

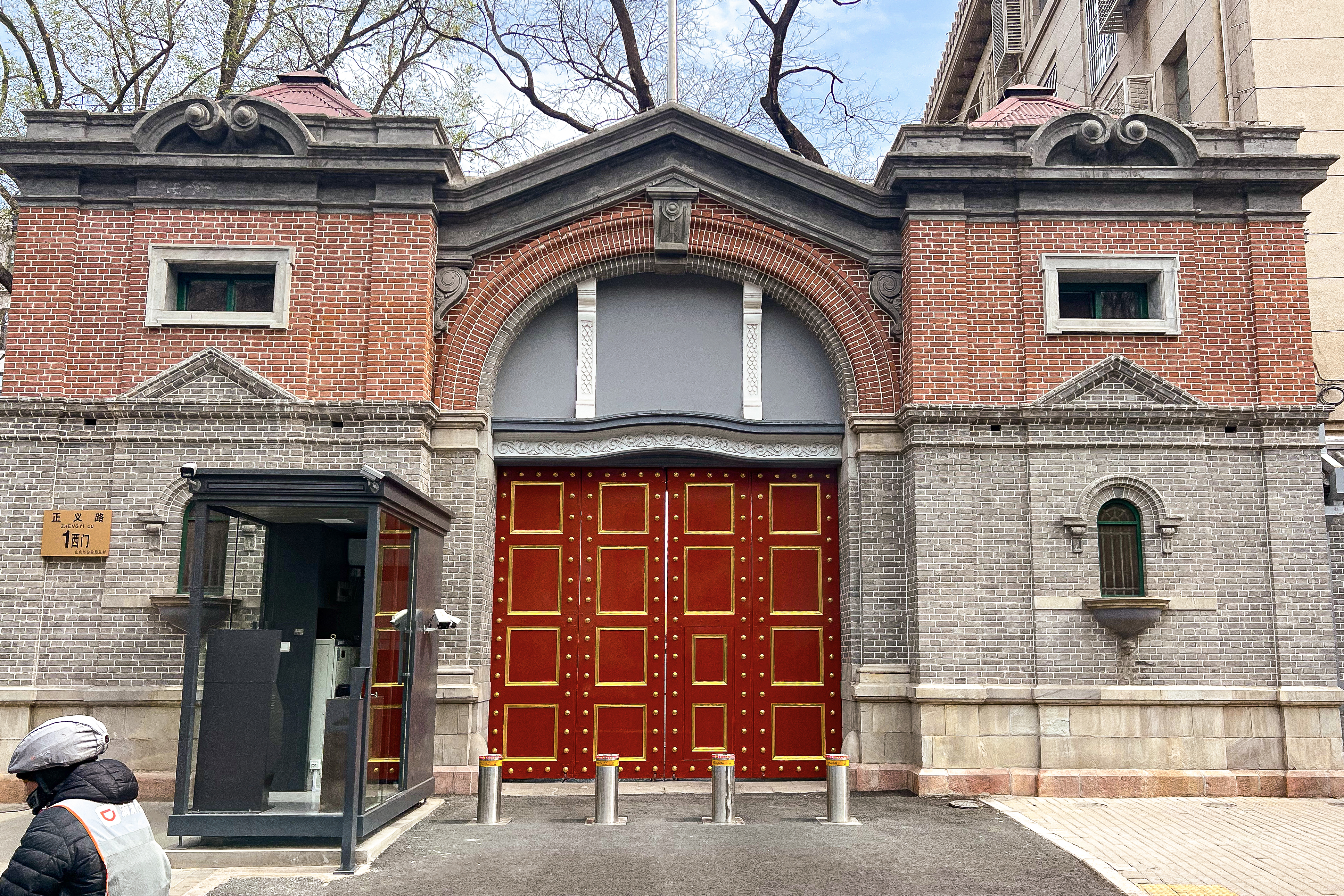
北京市政府旧址（正义路2号），迁离数年后改挂“正义路1号西门”门牌

北京在明朝、清朝称顺天府，辖境除今北京市外，还包括今河北省部分地区，其首长称顺天府尹。1912年中华民国建立，顺天府仍维持旧称，顺天府衙署改顺天府尹公署，民国建立后共有4任顺天府尹。1914年10月4日，中華民國大總統袁世凱頒布《京兆尹官制》（法律十三号）及《京兆地方区域表》（教令第一百三十三号），改顺天府为京兆，改顺天府尹为京兆尹，改顺天府尹公署为京兆尹公署。民国时期共有11任京兆尹。
1928年国民革命军北伐成功后，1928年6月21日南京国民政府决定“北京”更名为“北平”，设北平特别市。1930年6月该市降格为河北省省辖市，1930年11月复升为院辖市。该市在1928年10月至1930年10月为河北省省会。1931年4月改北平特别市为北平市，市政府名称随之改为北平市政府。
日军占领北平后，1937年7月30日成立北平市地方维持会，江朝宗任会长；8月6日北平市地方维持会推举江朝宗任北平市长；8月8日，日军接管北平防务；8月9日，江朝宗正式就任北平市地方维持会会长；8月19日，江朝宗出任北平市地方维持会市长。10月12日，北平市地方维持会改“北平”为“北京”，该会更名为北京地方维持会。12月14日，中华民国临时政府成立于北京，以北京为首都，王克敏宣布江朝宗为北京市长。北京地方维持会于12月17日宣布结束，1938年1月20日其所有事务被中华民国临时政府全部接收，北京特别市政府正式成立。1938年1月1日，江朝宗正式就任北京市长；1938年1月10日，余晋龢为新任北京市长。1938年1月13日，北京特别市政府改称北京特别市公署，直至1945年日本投降。1940年3月，汪精卫为首的国民政府在南京成立，中华民国临时政府改为华北政务委员会，北京失去首都地位。
1945年9月日本投降，南京国民政府接管了北京市，并宣布恢复该市原名称“北平市”，仍为院辖市。1945年10月，北平市政府重新成立，仍直辖于行政院。1949年1月31日北平和平解放，2月4日北平市人民政府接管北平市政府。
1949年1月1日，在中国人民解放军平津前线司令部指挥之下的中国人民解放军北平市军事管制委员会发布布告宣告成立，叶剑英任主任；同日，华北人民政府下属的北平市人民政府宣告成立，叶剑英任市长。1949年9月27日，中国人民政治协商会议第一届全体会议决定将北平更名为北京，北平市人民政府遂更名为北京市人民政府。1949年11月20日至22日召开的北京市第二届第一次各界人民代表会议选举市长、副市长、市人民政府委员，组成北京市人民政府委员会。12月2日，中央人民政府委员会第四次会议通过了任命北京市人民政府委员会名单。12月9日，北京市市长、副市长与北京市人民政府委员宣布就职，北京市人民政府正式成立。1954年8月17日至23日召开的北京市第一届人民代表大会第一次会议，决定将北京市人民政府更名为北京市人民委员会。1967年4月20日，北京市革命委员会成立，北京市人民委员会被取消。1979年12月6日至13日召开的北京市第七届人民代表大会第三次会议决定撤销北京市革命委员会，复设北京市人民代表大会常务委员会和北京市人民政府。

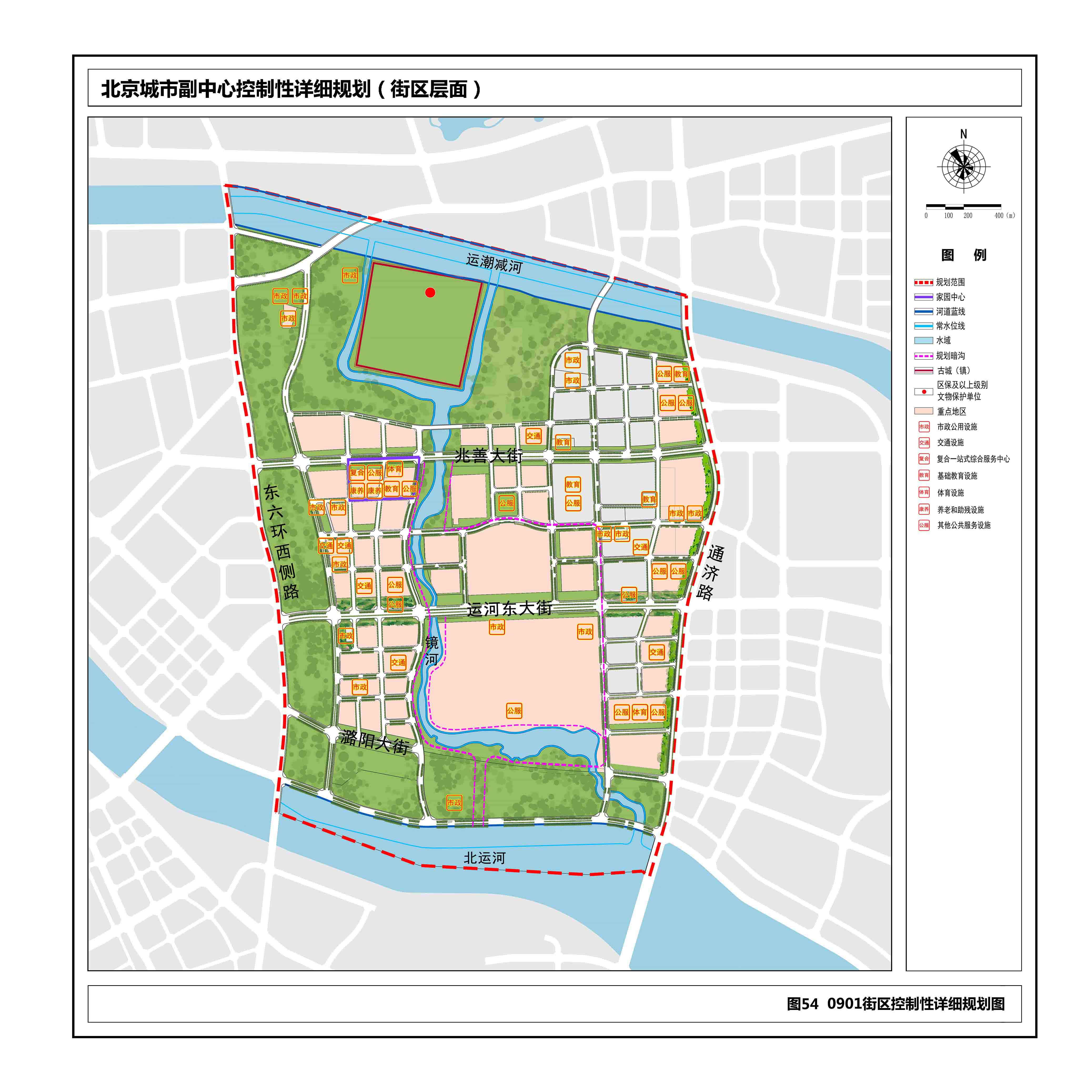
北京城市副中心行政办公区周围规划（《北京城市副中心控制性详细规划（街区层面）（2016年—2035年）》 0901街区规划图则）

2015年12月30日，位于通州区的北京城市副中心行政办公区举行奠基仪式，2017年1月起各主要建筑主体结构陆续封顶。按照计划，2017年底，北京市市级机关和部分市属委办局将首批启动搬迁。2018年10月，中共中央、国务院批复北京市机构改革方案。2019年1月10日晚，位于东城区正义路2号的北京市人民政府正式摘牌并移交档案馆，1月11日，北京市人民政府机关与中共北京市委、北京市人大常委会、政协北京市委员会一同搬迁至北京城市副中心行政办公区新址。

## 职权
根据《中华人民共和国地方各级人民代表大会和地方各级人民政府组织法》第七十三条，县级以上的地方各级人民政府行使下列职权：
1. 执行本级人民代表大会及其常务委员会的决议，以及上级国家行政机关的决定和命令，规定行政措施，发布决定和命令；
2. 领导所属各工作部门和下级人民政府的工作；
3. 改变或者撤销所属各工作部门的不适当的命令、指示和下级人民政府的不适当的决定、命令；
4. 依照法律的规定任免、培训、考核和奖惩国家行政机关工作人员；
5. 编制和执行国民经济和社会发展规划纲要、计划和预算，管理本行政区域内的经济、教育、科学、文化、卫生、体育、城乡建设等事业和生态环境保护、自然资源、财政、民政、社会保障、公安、民族事务、司法行政、人口与计划生育等行政工作；
6. 保护社会主义的全民所有的财产和劳动群众集体所有的财产，保护公民私人所有的合法财产，维护社会秩序，保障公民的人身权利、民主权利和其他权利；
7. 履行国有资产管理职责；
8. 保护各种经济组织的合法权益；
9. 铸牢中华民族共同体意识，促进各民族广泛交往交流交融，保障少数民族的合法权利和利益，保障少数民族保持或者改革自己的风俗习惯的自由，帮助本行政区域内的民族自治地方依照宪法和法律实行区域自治，帮助各少数民族发展政治、经济和文化的建设事业；
10. 保障宪法和法律赋予妇女的男女平等、同工同酬和婚姻自由等各项权利；
11. 办理上级国家行政机关交办的其他事项。

## 机构设置
根据《北京市机构改革方案》，除北京市人民政府办公厅外，北京市人民政府设置组成部门25个，直属特设机构1个，直属机构14个，部门管理机构（副厅局级）5个。
北京市人民政府设置下列机构：
- 北京市人民政府办公厅

### 组成部门
- 北京市发展和改革委员会
- 北京市教育委员会
- 北京市科学技术委员会
- 北京市经济和信息化局
- 北京市民族宗教事务委员会
- 北京市公安局
- 北京市民政局
- 北京市司法局
- 北京市财政局
- 北京市人力资源和社会保障局
- 北京市规划和自然资源委员会
- 北京市生态环境局
- 北京市住房和城乡建设委员会
- 北京市城市管理委员会
- 北京市交通委员会
- 北京市水务局
- 北京市农业农村局
- 北京市商务局
- 北京市文化和旅游局
- 北京市卫生健康委员会
- 北京市退役军人事务局
- 北京市应急管理局
- 北京市市场监督管理局
- 北京市审计局
- 北京市人民政府外事办公室

（教育委员会挂语言文字工作委员会、人民政府教育督导室牌子；科学技术委员会挂外国专家局牌子，与中关村科技园区管委会合署办公；经济和信息化局挂无线电管理局、国防科学技术工业办公室牌子；规划和自然资源委员会挂首都规划建设委员会办公室牌子；住房和城乡建设委员会挂住房保障办公室牌子；城市管理委员会挂首都城市环境建设管理委员会办公室牌子；农业农村局挂乡村振兴局牌子，与中共北京市委农村工作委员会合署办公；商务局挂市人民政府口岸办公室牌子；市场监督管理局挂北京市食品药品安全委员会办公室牌子；市人民政府外事办公室挂市人民政府港澳事务办公室牌子，与中共北京市委外事工作委员会办公室合署办公。）

### 直属特设机构
- 北京市人民政府国有资产监督管理委员会

### 直属机构
- 北京市广播电视局
- 北京市文物局
- 北京市体育局
- 北京市统计局
- 北京市园林绿化局
- 北京市政务服务和数据管理局
- 北京市机关事务管理局
- 北京市国防动员办公室
- 北京市信访办公室
- 北京市人民政府研究室
- 北京市知识产权局
- 北京市医疗保障局
- 北京市人民政府参事室

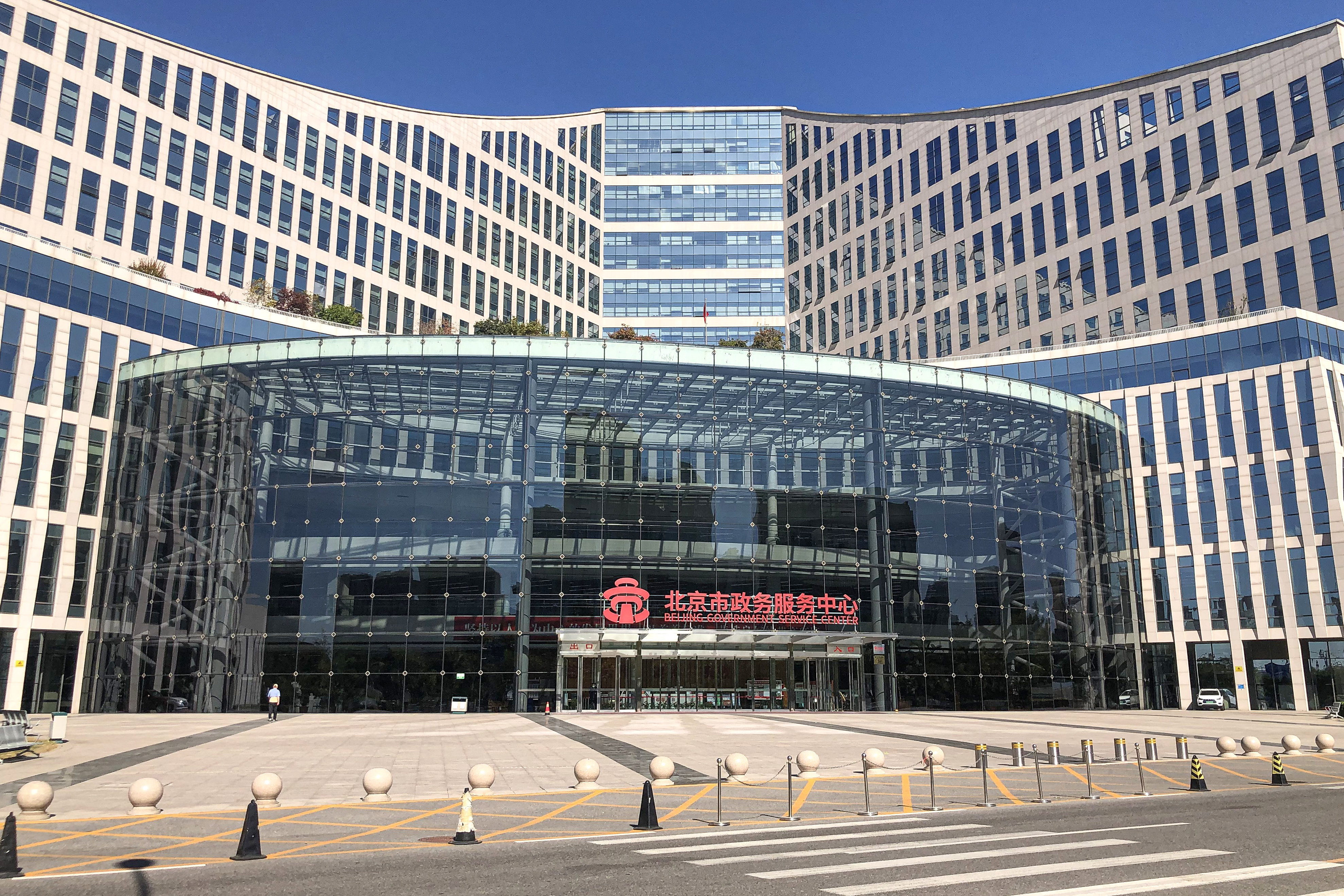
北京市政务服务中心（西三环南路1号）

（园林绿化局挂首都绿化委员会办公室牌子；信访办公室挂市人民政府人民建议征集办公室牌子；国防动员办公室挂市人民防空办公室牌子；市人民政府参事室与市文史研究馆合署办公。）

### 部门管理机构
- 北京市城市管理综合行政执法局，由市城市管理委员会管理。
- 北京市监狱管理局，由市司法局管理。
- 北京市粮食和物资储备局，由市发展和改革委员会管理。
- 北京市中医药管理局，由市卫生健康委员会管理。
- 北京市药品监督管理局，由市市场监督管理局管理。
- 北京市疾病预防控制局，由市卫生健康委员会管理。

（监狱管理局挂戒毒管理局牌子。）

### 直属事业单位
- 北京市科学技术研究院
- 北京市农林科学院
- 北京市地质矿产勘查院
- 北京住房公积金管理中心
- 北京市地方志编纂委员会办公室
- 北京市市政工程研究院（正处级）
- 北京市投资促进服务中心
- 中国电影博物馆
- 北京市公园管理中心
- 北京市医院管理中心
- 国家大剧院
- 北京奥运城市发展促进中心
- 北京广播电视台
- 北京世界园艺博览会事务协调局
- 北京住房公积金管理中心（副厅级）
- 北京市文化市场行政执法总队
- 北京市地震局
- 北京农产品中央批发市场管理委员会

（北京住房公积金管理中心保留市住房资金管理中心牌子。市委党史研究室与市地方志编纂委员会办公室合署办公。市文化市场行政执法总队挂市文化市场管理工作领导小组办公室、市“扫黄打非”工作领导小组办公室牌子。）

### 派出机构
- 北京市人民政府中关村科技园区管理委员会
- 北京市人民政府天安门地区管理委员会
- 北京市重点站区管理委员会
- 北京经济技术开发区管理委员会
- 北京城市副中心管理委员会
- 北京怀柔科学城管理委员会
- 北京市重大项目建设指挥部办公室
- 北京市人民政府驻上海办事处
- 北京市人民政府驻深圳办事处
- 北京市人民政府驻海南办事处
- 北京市扶贫协作和支援合作工作领导小组西藏拉萨指挥部
- 北京市扶贫协作和支援合作工作领导小组青海玉树指挥部

（中关村科技园区管委会与市科学技术委员会合署办公）

## 历任领导
| 北平市人民政府市长 - 叶剑英（1948年12月8日至1949年9月8日） - 聂荣臻（1949年9月8日至1949年9月27日） 北京市人民政府市长 - 聂荣臻（1949年9月27日至1951年2月26日） - 彭 真（1951年2月26日至1954年8月） 北京市人民委员会市长 - 彭 真（1954年8月至1966年5月） - 吴 德（1966年5月至1967年4月20日，代市长，1967年1月18日被北京市夺权委员会夺权） 北京市革命委员会主任 - 谢富治（1967年4月20日至1972年3月） - 吴 德（1972年5月至1978年10月9日） - 林乎加（1978年10月9日至1978年12月13日） 北京市人民政府市长 - 林乎加（1978年12月13日至1981年1月25日） - 焦若愚（1981年1月25日至1983年3月24日） - 陈希同（1983年3月24日至1993年2月） - 李其炎（1993年2月至1996年10月） - 贾庆林（1996年10月至1997年2月，副市长、代市长） - 贾庆林（1997年2月至1999年2月） - 刘 淇（1999年2月至2003年1月） - 孟学农（2003年1月19日至2003年4月20日） - 王岐山（2003年4月20日至2004年2月，副市长、代市长） - 王岐山（2004年2月至2007年11月30日） - 郭金龙（2007年11月30日至2008年1月，副市长、代市长） - 郭金龙（2008年1月至2012年7月25日） - 王安顺（2012年7月25日至2013年1月28日，副市长、代市长） - 王安顺（2013年1月28日至2016年10月31日） - 蔡 奇（2016年10月31日至2017年1月20日，副市长、代市长） - 蔡 奇（2017年1月20日至2017年5月27日） - 陈吉宁（2017年5月27日至2018年1月30日，副市长、代市长） - 陈吉宁（2018年1月30日至2022年10月28日，兼北京2022年冬奥会和冬残奥会组织委员会执行主席、党组副书记） - 殷 勇（2022年10月28日至2023年1月19日，副市长、代市长） - 殷 勇（2023年1月19日至今） | 北京市人民政府常务副市长 …… - 林克庆（2018年11月至2019年12月） - 崔述強（2020年3月至2023年1月） - 夏林茂（2023年1月至今） 北京市人民政府副市长 …… - 殷勇（2018年1月至2022年7月） - 靳伟（2020年11月至今） - 张建东（2014年11月至2023年1月，兼北京2022年冬奥会和冬残奥会组织委员会执行副主席、党组成员） - 隋振江（2015年5月至2023年1月，兼中共北京市委城市副中心工作委员会书记、北京城市副中心管理委员会主任） - 卢彦（2017年4月至2023年1月，兼北京世界园艺博览会事务协调局局长、北京市红十字会会长） - 杨斌（2017年12月至2022年2月） - 王红（2018年1月2022年5月，第十三届全国政协常委，民革中央专职副主席、北京市委主委） - 张家明（2018年11月至2020年9月） - 杨晋柏（2020年4月至2023年1月） - 亓延军（2020年4月至2024年12月31日） - 卢映川（2020年9月至2021年11月） - 谈绪祥（2021年11月至2024年12月31日） - 于英杰（2023年1月至2024年1月） - 高朋（2023年1月至2024年4月） - 刘宇辉（2023年1月2023年12月） - 司马红（2023年1月至今） - 马骏（2024年3月至今） - 穆鹏（2024年3月至今） - 孙硕（2024年7月至今） - 秦运彪（2024年12月至今） 北京市人民政府秘书长 …… - 靳伟（2018年3月至2021年9月） - 戴彬彬（2021年9月至2023年2月） - 穆鹏（2023年2月至2024年5月） - 曾劲（2024年5月至今） |